# Premio Dannie Heineman per la fisica matematica
Il premio Dannie Heineman per la fisica matematica è un riconoscimento assegnato congiuntamente dalla American Physical Society e dall'American Institute of Physics a scienziati che si sono particolarmente distinti nel settore della fisica matematica.
Il premio è stato istituito nel 1959 dalla Heineman Foundation, in onore di Dannie Heineman. Dal 2006 il premio consiste in una somma in denaro di 7500 dollari, un certificato che cita i contributi scientifici del vincitore e il rimborso delle spese di viaggio sostenute per recarsi nel luogo della premiazione.

## Elenco dei premiati
- 1959   Murray Gell-Mann
- 1960   Aage Bohr
- 1961   Marvin Leonard Goldberger
- 1962   Léon Van Hove
- 1963   Keith A. Brueckner
- 1964   Tullio Regge
- 1965   Freeman Dyson
- 1966   Nikolaj Nikolaevič Bogoljubov
- 1967   Gian Carlo Wick
- 1968   Sergio Fubini
- 1969   Arthur Wightman
- 1970   Yōichirō Nambu
- 1971   Roger Penrose
- 1972   James Bjorken
- 1973   Kenneth G. Wilson
- 1974   Subrahmanyan Chandrasekhar
- 1975   Ljudvig Dmitrievič Faddeev
- 1976   Stephen Hawking
- 1977   Steven Weinberg
- 1978   Elliott H. Lieb
- 1979   Gerardus 't Hooft
- 1980   James Glimm, Arthur Jaffe
- 1981   Jeffrey Goldstone
- 1982   John Clive Ward
- 1983   Martin David Kruskal
- 1984   Robert B. Griffiths
- 1985   David Ruelle
- 1986   Aleksandr Markovič Poljakov
- 1987   Rodney Baxter
- 1988   Julius Wess, Bruno Zumino
- 1989   John Stewart Bell
- 1990   Yakov Sinai
- 1991   Thomas C. Spencer, Jürg Fröhlich
- 1992   Stanley Mandelstam
- 1993   Martin C. Gutzwiller
- 1994   Richard Arnowitt, Stanley Deser, Charles W. Misner
- 1995   Roman W. Jackiw
- 1996   Roy J. Glauber
- 1997   Harry Lehmann
- 1998   Nathan Seiberg, Edward Witten
- 1999   Barry M. McCoy, Tai Tsun Wu, Aleksandr Zamolodčikov
- 2000   Sidney Coleman
- 2001   Vladimir Igorevič Arnol'd
- 2002   Michael B. Green, John Schwarz
- 2003   Yvonne Choquet-Bruhat, James W. York
- 2004   Gabriele Veneziano
- 2005   Giorgio Parisi
- 2006   Sergio Ferrara, Daniel Freedman, Peter van Nieuwenhuizen
- 2007   Juan Maldacena, Joseph Polchinski
- 2008   Mitchell Feigenbaum
- 2009   Carlo Becchi, Alain Rouet, Raymond Stora, Igor Tyutin
- 2010   Michael Aizenman
- 2011   Herbert Spohn
- 2012   Giovanni Jona-Lasinio
- 2013   Michio Jimbo, Tetsuji Miwa
- 2014   Gregory W. Moore
- 2015   Pierre Ramond
- 2016   Andrew Strominger, Cumrun Vafa
- 2017   Carl M. Bender
- 2018   Barry Simon
- 2019   T. Bill Sutherland, Francesco Calogero, Michel Gaudin
- 2020   Svetlana Jitomirskaya
- 2021   Joel Lebowitz
- 2022   Antti Kupiainen, Krzysztof Gawędzki
- 2023   Nikita Nekrasov
- 2024   David C. Brydges
- 2025   Samson Shatashvili